# Década de 90
Séculos: (Século I a.C. - Século I - Século II)
Décadas: 40 50 60 70 80 - 90 - 100 110 120 130 140
Anos: 90 - 91 - 92 - 93 - 94 - 95 - 96 - 97 - 98 - 99